# بوگورکی
بوگورکی (به لاتین: Bugorki) یک منطقهٔ مسکونی در روسیه است که در استان آمور واقع شده‌است.